# دزد (فیلم ۱۹۵۲)
دزد (انگلیسی: The Thief) فیلمی در ژانر جاسوسی به کارگردانی راسل راوز است که در سال ۱۹۵۲ منتشر شد. از بازیگران آن می‌توان به ری میلند، ریتا گم و مارتین گابل اشاره کرد.